# J. D. Sumner
John Daniel Sumner (19. listopadu 1924 – 16. listopadu 1998) byl americký gospelový zpěvák a od roku 1983 držitel Guinnessova světového rekordu za nejnižší člověkem zazpívaný tón (kontra C).
Narodil se na Floridě a již od dětství chtěl být gospelovým basistou. To se mu také splnilo a jeho mocný hlas byl využit například ve vokálních uskupeních
„The Stamps“, „Blackwood Brothers“ či „Masters V“. Spolupracoval také s Elvisem Presleym.
Zemřel v Jižní Karolíně ve věku 73 let.